# 小川又次
小川 又次（おがわ またじ、1848年8月22日—1909年10月20日），是日本明治時代的陸軍軍人。陸軍大將正二位勳一等功二級子爵。幼名助太郎。

## 經歷
助太郎是小倉藩士小川兼宣的長子。曾在江川塾向江川英龍學習。明治3年（1870年）7月，成為日本陸軍士官學校的學生。明治5年（1872年）2月，晉升為少尉。明治7年（1874年）4月，從軍並隨部隊前往台灣處理牡丹社事件。1875年（明治8年）1月，屬於東京鎮台步兵第1聯隊。1876年（明治9年）4月，就任步兵第13連隊大隊長。
1877年（明治10年）2月，隨日軍參與西南戰爭。同年4月因戰傷歸國。同月，昇進為少佐。1887年，制定了以征服中国为目标的《清国征讨方略》。1890年（明治23年）6月，進階為陸軍少將，擔任步兵第4旅團長。1895年（明治28年）8月20日，因西南戰爭、甲午戰爭的軍功，而被授予男爵。
1896年（明治29年）1月，轉任近衛歩兵第2旅團長。1903年（明治36年）5月16日，接受日本朝廷所贈予的勲一等瑞寶章。1904年（明治37年）8月，在遼陽會戰中受傷，辭去師團長之職而歸國。翌年1月15日，成為陸軍大將。1909年10月20日，因赤痢而住院，併發急性腹膜炎，得年六十二歲過世。死後追贈正二位。